# Whithorn

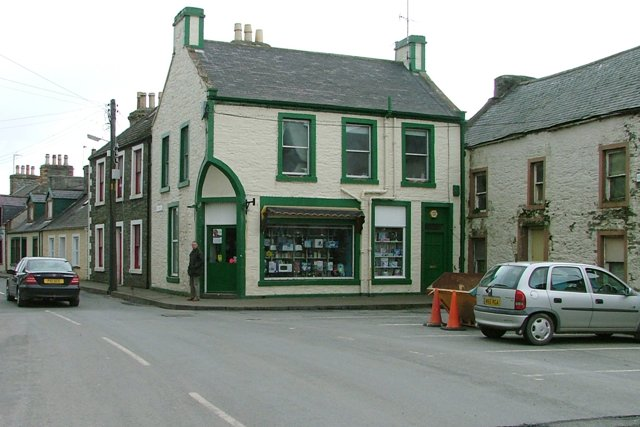

Whithorn (gaeliska Taigh Mhàrtainn) är en före detta kunglig fästning, i Dumfries and Galloway i Skottland, ungefär 15 km söder om Wigtown. Staden var säte för den tidigaste kända kristna kyrkobyggnaden i Skottland, (latin) Candida Casa, det vita (eller skinande) huset, byggt av Sankt Ninian ungefär år 397. 
Staden har 867 invånare (2001). 